# Lachlan Woods
Lachlan Woods es un actor australiano.

## Carrera
En el 2011 se unió al elenco recurrente de la serie Winners & Losers donde interpretó a Chris Jones hasta el 2012. Ese mismo año apareció en la película Underbelly Files: The Man Who Got Away donde interpretó al detective de la policía Saville.
El 1 de agosto de 2012 apareció como invitado en la serie australiana Neighbours donde interpretó a Alex Delpy, un entrenador en las labores  del parto que contrata Sonya Mitchell para que la apoye a ella y a Toadie Rebecchi para hacer ejercicios durante su embarazo. Lachlan interpretó a Alex hasta el 7 de diciembre del mismo año.

## Filmografía

### Series de Televisión
| Año         | Serie            | Personaje   | Notas                      |
| ----------- | ---------------- | ----------- | -------------------------- |
| 2013        | Better Man       | Troy Watson | episodio # 1.4 - miniserie |
| 2012        | Neighbours       | Alex Delpy  | 4 episodios                |
| 2011 - 2012 | Winners & Losers | Chris Jones | 6 episodios                |

### Película
| Año  | Título                                 | Personaje         | Notas                                                                                                 |
| ---- | -------------------------------------- | ----------------- | --- |
| 2014 | The Menkoff Method                     | David Cork        | junto a Noah Taylor, Robert Taylor, David Whiteley, Jane Allsop, Catherine McClements & Brett Cousins |
| 2011 | Underbelly Files: The Man Who Got Away | Detective Saville | junto a Toby Schmitz, Claire van der Boom, Aaron Jeffery, Brendan Cowell, Josh Lawson & Toby Wallace  |
| 2011 | Harold Holt Is Dead                    | -                 | corto - junto a Emily Thomas                                                                          |
| 2010 | Sea Legs                               | Raf               | corto - junto a Paul Blenheim, Don Bridges & Kade Greenland                                           |
| 2009 | How Unfortunate                        | Portero           | corto - junto a Vincent Chan & Nicole Gulasekharam                                                    |

### Productor
| Año  | Título              | Notas                       |
| ---- | ------------------- | --------------------------- |
| 2011 | Harold Holt Is Dead | corto - productor ejecutivo |

### Teatro
| Año  | Obra             | Personaje   | Director (a)   | Teatro                   | Notas                                                                                 |
| ---- | ---------------- | ----------- | -------------- | ------------------------ | ------------------------------------------------------------------------------------- |
| 2011 | Hamlet           | Rosencrantz | Simon Phillips | Melbourne Theatre        | junto a Eryn-Jean Norvill, Garry McDonald, Brian Vriends, Ewen Leslie y John Adam     |
| 2010 | Richard III      | -           | Simon Phillips | Melbourne Theatre        | junto a Roger Oakley, Nicholas Bell, Deidre Rubenstein, Meredith Penman & Ewen Leslie |
| 2009 | Invisible Stains | Ruso        | Tanya Gerstle  | Performing Arts Building | -                                                                                     |